# 帕索-德洛斯利夫雷斯縣
29°43′S 57°04′W / 29.717°S 57.067°W

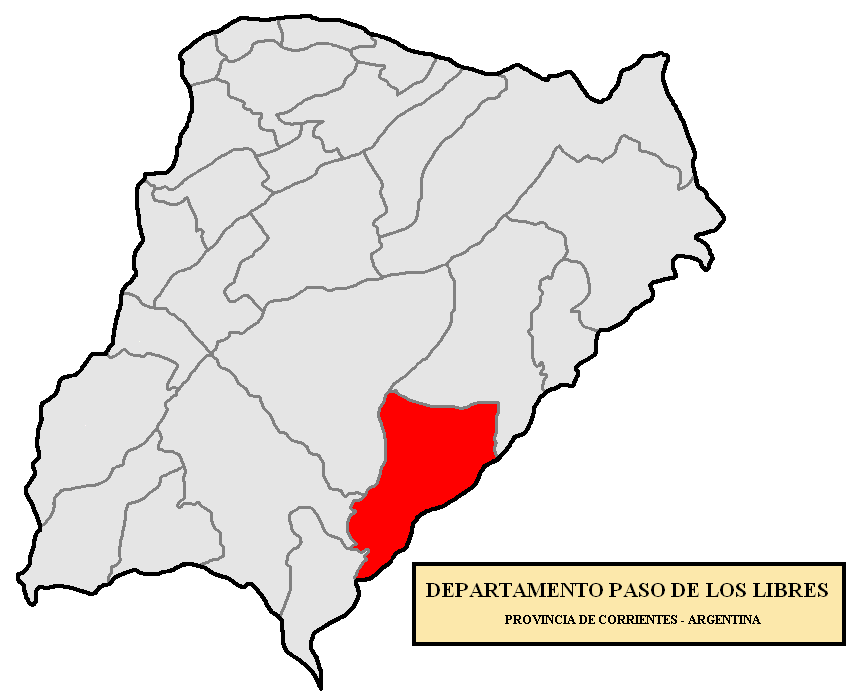

帕索-德洛斯利夫雷斯縣（西班牙語：Departamento Paso de los Libres），是阿根廷的縣份，位於該國北部科連特斯省，首府設於帕索-德洛斯利夫雷斯，面積4,700平方公里，2010年人口48,642，人口密度每平方公里10.35人。